# Lam, Cham
Lam là một đô thị ở huyện Cham bang Bayern nước Đức. Đô thị Lam, Cham có diện tích 33,39 km², dân số thời điểm ngày 31 tháng 12 năm 2006 là 2875 người.